# الفساد في البحرين
وفقا لمنظمة الشفافية الدولية التي تنشر مؤشر مدركات الفساد السنوي فإن البحرين انخفضت من المرتبة 27 برصيد 6.1 على 2003 إلى 53 برصيد 5.1 في عام 2012.
أصبحت البحرين طرفا في اتفاقية الأمم المتحدة لمكافحة الفساد في عام 2010 بعد التوقيع عليها في عام 2005.

## التقييمات الإحصائية
| العام              | 2003 | 2004 | 2005 | 2006 | 2007 | 2008 | 2009 | 2010 | 2011 |
| ------------------ | ---- | ---- | ---- | ---- | ---- | ---- | ---- | ---- | ---- |
| مؤشر مدركات الفساد | 6.1  | 5.8  | 5.8  | 5.7  | 5.0  | 5.4  | 5.1  | 4.9  | 5.1  |
| الترتيب العالمي    | 27   | 34   | 36   | 36   | 46   | 43   | 46   | 48   | 46   |

النتيجة من 0 إلى 10 حيث أن 10 هو الأفضل (الأقل فسادا / الأقل رشوة).

## حوادث بارزة من الغش والفساد
- قضية فساد ألكوا-ألبا، حالة رشوة بقيمة 6 ملايين دولار أمريكي.